# Меглена Кунева
Меглена Щилиянова Кунева е българска юристка, политик в България (партиен лидер, виепремиер, министър, депутат в НС и ЕП) и Европейския съюз (комисар, депутат в ЕП, посланик).
Тя е министър по европейските въпроси в 2 поредни правителства – на Симеон Сакскобургготски и на Сергей Станишев (2002 – 2006) и европейски комисар по защитата на потребителите в първата комисия на Жозе Мануел Барозо (2007 – 2010).
Първоначално близка до партията Национално движение „Симеон Втори“ (НДСВ), през 2012 г. тя оглавява новосъздадената партия Движение „България на гражданите“ (ДБГ), която влиза в 43-тото народно събрание на изборите от 5 октомври 2014 г. като част от Реформаторския блок.
После е заместник министър-председател по координация на европейските политики и институционалните въпроси (2014 – 2017) и министър на образованието и науката (2016 – 2017) на България в правителство на Бойко Борисов.

## Биография

### Произход и образование
Родена е в София на 22 юни 1957 г. Според някои данни сменя личното си име на Меглена от Миглена (както е в дисертацията ѝ), според други това е грешка.
Дъщеря е на буфосинхрониста и киноактьор Щилиян Кунев, а нейният дядо е юрист, дипломирал се в Сорбоната. Семейството произлиза от източнокатолическа общност. Майка ѝ е дългогодишна лекарка в Окръжната болница в София.
През 1981 г. Кунева завършва спеиалност „Право“ в Софийския университет „Климент Охридски“. На 22 април 1984 г. се омъжва за Андрей Пръмов, син на политика от Българската комунистическа партия Иван Пръмов, тогава председател на Централния кооперативен съюз и народен представител, бивш партизанин, министър на земеделието и горите и секретар на ЦК на БКП, бъдещ посланик в Полша.
През 1986 г. защитава докторска дисертация на тема „Гражданскоправната отговорност по договорите за проучване, проектиране и капитално строителство за опазване на околната среда“  с научен ръководител Траян Лялев.
Има допълнителна квалификация в Хага през 1995 г., специализира по екологично право в Оксфордския университет във Великобритания през 1996 г. и по международни отношения и международно екологично право в Джорджтаунския университет в гр. Вашингтон, САЩ през 1999 – 2000 г.

### Неполитическа работа
От 1987 до 1991 г. е журналистка в БНР, в програма „Христо Ботев“ и едновременно през 1988 – 1990 г. работи и в казионния Комитет за правата на човека, създаден с решение на Секретариата на ЦК на БКП.
От 1991 до 2001 г. е старши съветник и директор на Правната дирекция на Министерския съвет В този период участва в изработването на Закона за достъп до обществена информация и множество екологични нормативни актове.
От 2010 г. Кунева е съветник по правата на пътниците на еврокомисаря по транспорта и вицепрезидента на ЕК Сийм Калас. От май 2010 г. е независим член на Съвета на директорите в „БНП Париба“. Председател е и на Съвета на директорите на Европейския център за политики.
Авторка е на книгите „Без дребен шрифт“ и „Европа на гражданите“, както и на сценария на документалния филм „Истории за убийства“, режисиран от Иглика Трифонова, който печели наградата „Златна роза“ на Варненския филмов фестивал през 1993 г.

## Политическа дейност
През юни 2001 г. е избрана за народен представител от листата на Национално движение „Симеон Втори“ (НДСВ).
През август с.г. напуска парламента, тъй като е назначена за заместник-министър на външните работи и за главен преговарящ на България по присъединяването към Европейския съюз.

### Министър по европейските въпроси (2002 – 2007)
На 29 май 2002 г. е избрана за министър (без портфейл) и първия български министър по европейските въпроси в правителството на Симеон Сакскобургготски.
След изборите на 25 юни 2005 г. запазва поста си на министър (без портфейл) по европейските въпроси и в правителството на Сергей Станишев.
Като министър по европейските въпроси продължава да е главен преговарящ на България по присъединяването към ЕС.

### Комисар в Европейската комисия (2007 – 2010)
През октомври 2006 г. Съветът на лидерите на политическите партии от тройната правителствена коалиция я предлага за първи еврокомисар от България. Кунева е официално номинирана за еврокомисар от Сергей Станишев на заседанието на Министерския съвет на 26 октомври 2006 г. Кандидатурата ѝ е одобрена от Европейския парламент на 12 декември 2006 г. с 583 гласа „за“, 21 „против“ и 28 „въздържали се“. Във връзка с избирането на Меглена Кунева за първи еврокомисар от България XL народно събрание я освобождава от поста министър по европейските въпроси на 21 декември 2006 г.
На 1 януари 2007 г. Кунева започва мандата си в Европейската комисия (ЕК), който продължава до 9 февруари 2010 г., когато новият състав на ЕК е утвърден от Европейския парламент. Ресорът ѝ е защита на потребителите. Преди нея той е част от ресора на еврокомисаря от Кипър Маркос Киприану, който се занимава само със здравеопазването и безопасността на храните в ЕС от 1 януари 2007 г. Кунева полага тържествено клетва в качеството си на член на първия състав на Европейската комисия, оглавяван от Жозе Мануел Барозу, отговаряйки за защитата на потребителите. Това става на церемония в Съда на Европейските общности в гр. Люксембург на 22 януари 2007 г.
По време на мандата си като еврокомисар Кунева предлага единен формат за сметките за електричество в общността и изисква от банките в съюза да унифицират правилата за потребителския кредит. Въвежда също така Потребителския пазарен индекс и управлението на продуктовата безопасност. Работи по създаването на 4 нови директиви за защита на потребителите, в това число за потребителския кредит, за нечестните търговски практики, за потребителските права, за временното ползване на собственост. Довежда докрай договарянето и подписването на Меморандума между ЕС и Китай за безопасност на стоките. През 2008 г. Кунева е отличена с наградата „Европеец на годината“ на изданието за европейска политика European Voice.

### Избори за Европейския парламент 2009
По време на изборите за Европейския парламент през 2009 г. Кунева е кандидат в листата на НДСВ. Кампанията на партията за евроизборите залага на посланието „Гласувайте за Меглена Кунева – европейското лице на България“. НДСВ получава 8 % и печели 2 мандата. На първите 2 места в листата са Меглена Кунева и Антония Първанова, но Кунева решава да остане еврокомисар и нейното място в Европейския парламент се заема от третия в листата Станимир Илчев.

### Президентски избори (2011)
На 6 юни 2011 г. Кунева е издигната от инициативен комитет за независим кандидат-президент. Инициативният комитет се състои от 53-ма души: Георги Чапкънов, Дони, Иглика Трифонова, Йоана Буковска, Камен Плочев, Костадин Георгиев – Калки, Мариана Попова, Борислав Цеков, Даниел Вълчев, Минчо Спасов, Огнян Герджиков, Петър Попйорданов и Пламен Константинов, както и много представители на Института за модерна политика 
На изборите на 23 октомври тя се класира 3-та с 14 % от гласовете, получавайки подкрепа от 470 808 български граждани.

### Движение България на гражданите
През декември 2011 г. Кунева, заедно с още 13 души, учредява сдружение Движение „България на гражданите“ (ДБГ). Заявената цел на сдружението е „да инициира и активно да участва в дебата за формулиране на националната кауза и националните приоритети на България“.
На 1 юли 2012 г. Меглена Кунева учредява политическа партия „Движение България на гражданите“, която се определя като дясна партия.

### Парламентарни избори (2013)
През октомври 2012 г. Меглена Кунева заявява, че „Движение България на гражданите“ ще се яви самостоятелно на парламентарните избори през 2013 г. и „след парламентарния вот движението при никакви обстоятелства няма да участва в коалиционно правителство с ГЕРБ, БСП и ДПС“.. На 28 октомври 2012 г. Меглена Кунева обявява: „Движение България на гражданите“ ще работи за победа на предстоящите парламентарни избори, като предложи алтернативен модел за управление, който изключва възможността за коалиция с ГЕРБ, БСП или ДПС и след провеждането на вота. След шест месеца, на 11 март 2013 г. стана ясно, че партията „Движение България на гражданите“ може да подкрепи следващия кабинет „Никога не сме казвали, че няма да подкрепим правителство, нито че няма да съставим правителство“ разясни Даниел Вълчев, един от учредителите на партията.

### Заместник министър-председател (2014 – 2017)
Кунева е заместник министър-председател по координация на европейските политики и институционалните въпроси в коалиционното правителство на Бойко Борисов в периода 2014 – 2017 г.

### Министър на образованието и науката (2016 – 2017)
През февруари 2016 г. Народното събрание избира за образователен министър Меглена Кунева, чиято кандидатура е издигната от Реформаторския блок и номинирана от премиера Борисов.

### Посланик на ЕС в Съвета на Европа (2018 – 2019)
От 19 юли 2018 г. Кунева е посланик на ЕС в Съвета на Европа в Страсбург. На 28 март 2019 г. е наградена в София като Командор на Националния орден на Франция. Орденът ѝ е връчен в София от Ерик Льобедел, посланик на Република Франция в България.

## Критики
Кунева е критикувана, че в качеството ѝ на главен преговарящ на България по присъединяването към ЕС не е защитила достатъчно интересите на България. Като пример за това най-често се посочва договореното затваряне на блокове 1-4 на АЕЦ Козлодуй, довело до огромни пропуснати ползи от прекратената експлоатация на реакторите.
През 2010 г. Кунева, по онова време бивш еврокомисар и действащ съветник в Европейската комисия, е избрана за член на Управителния съвет на френската банка „БНП Париба“. Този случай, както и подобните назначения в големи компании на бившите еврокомисари Бенита Фереро-Валднер, Гюнтер Ферхойген и Чарли Маккрийви, предизвиква противоречиви реакции и става повод неправителствената организация „Прозрачност без граници“ да поиска по-строги мерки за предотвратяване на конфликт на интереси при членовете на Европейската комисия. Организацията призовава конкретно да бъде преразгледан правилникът за поведение на европейските комисари, като им се отнеме правото да заемат важни постове в частни фирми поне 2 г. след приключването на работата им в Брюксел.
Етичният комитет към Европейската комисия (Ad Hoc Ethical Committee) разглежда проблема и излиза със становище на 8 юли 2010 г., че няма конфликт на интереси и Кунева може да стане член на Съвета на директорите на банката. Европейската комисия също одобрява и разрешава да изпълнява тази длъжност, както и на още няколко бивши европейски комисари като Гюнтер Ферхойген, Мариан Фишер Бойл, Бенита Фереро-Валднер и др., чиято нова работа в други големи европейски компании също е проверена за конфликт на интереси.

„Избирането ми е при пълна прозрачност и със съгласието на Европейската комисия“, коментира на 14 май 2010 г. пред „24 часа“ М. Кунева. Тя получава и поздравления в Брюксел за поканата да бъде източноевропеец в 6-ата банка в света. Бившата еврокомисарка пояснява, че не е на заплата и няма да участва в управлението на банката. Кунева е сред група от независими членове, които се събират 4 пъти в годината, за да обсъждат по-глобални въпроси. При поканата си към нея членовете на борда изтъкват, че Кунева е носител на най-високото отличие на Франция за чужденци – Офицер на Почетния легион.
Остри обществени критики към Кунева, че не е защитила правата на потребителите, отправят водещи правозащитници и застъпници на свободата на словото в киберпространството в началото на 2012 г. по време на масовите протести срещу международното споразумение ACTA, което налага цензура в Интернет . Критиките към Кунева са, че в качеството си на европейски комисар е участвала в три заседания на Европейската комисия, в които е обсъждано и са вземани решения по ACTA, без да изрази отрицателно становище. Въпреки твърденията на Кунева, че няма нищо общо с ACTA, официалните документи и протоколи на Европейската комисия доказват участието ѝ в 3 заседания, както следва:
- Заседание на ЕК на 11 декември 2007 г.: с участието на Меглена Кунева Комисията приема т.нар. Лисабонска стратегия 2008 – 2010 (COM (2007) 804), която включва следното решение: „Да се подобри системата за защита на интелектуалната собственост от фалшифициране, включително чрез приемането на многостранното споразумение ACTA“ (виж стр. 14 от стратегията).
- Заседание на ЕК на 9 април 2008 г.: с участието на Меглена Кунева Комисията обсъжда преговорните позиции по ACTA и дава пълномощия на комисаря по търговията да води текущите преговори (т. 6.2.vi от дневния ред, стр. 18 – 19 от протокола).
- Заседание на ЕК на 16 юли 2008 г.: Европейската комисия с участието на Меглена Кунева одобрява Европейска стратегия за защита на индустриална собственост COM(2008)465/4 (т. 11 от дневния ред), в която изрично се подчертава волята на Комисията да се работи за приемането на ACTA (стр. 16 – 17 от стратегията).
- Финансирането на партията ѝ Архив на оригинала от 2013-03-17 в Wayback Machine. е повод за критики и съмнения за неясен произход на големите финансови средства, с които става от страна на РЗС.

На 4 ноември 2016 г. подават оставките си 13 членове на комисии на национални състезания на математика за ученици (сред тях 4 бивши и настоящият ръководител на националния отбор по математика). Решението им е аргументирано с несъгласуваните решения на МОН, в частност несъобразяването на министър Кунева с предложенията на Съюза на математиците в България (СМБ), Екипа по извънкласна работа по математика и президента на Международната олимпиада по математика във връзка с назначаването на проф. Сава Гроздев, компрометиран поради обвинение в разгласяване на задачите на българския отбор преди международната олимпиада през 2003 г., когато отборът неочаквано заема първо място.

## Семейство
Меглена Кунева е омъжена за финансиста Андрей Пръмов, син на секретаря на ЦК на БКП (1962 – 1978) Иван Пръмов, от когото има син Александър Пръмов. Според Кунева тя не е приемала фамилията Пръмова от съпруга си, поради което е обвинена от Яне Янев в лъжа..
Политологът Антон Тодоров в книгата си „Задкулисието на прехода“ и в статия твърди, че добавката Пръмова отпада от името на Кунева още през 1990 г. Втората фамилия Пръмова продължава да се ползва добавена към Кунева според „Държавен вестник“ от 1998 г.

## Отличия
- 2002 – Орден за граждански заслуги на Кралство Испания
- 2003 – Орден на Почетния легион на Френската република (степен „Офицер“)
- 2004 – Орден „Принц Енрике“ на Португалската република
- 2005 – Орден на Звездата на италианската солидарност на Италианската република
- 2005 – Златно отличие на Атлантическия клуб
- 2008 – „Европеец на годината“ на електронния вестник European Voice[35]
- 2008 – „Европейски комисар на годината“ на изданието European Agenda
- 2009 – Орден за заслуги към Малтийския орден[36]
- 2019 – Орден на Почетния легион на Френската република (степен „Командор“, най-високата за чужденци)[37]